# جون سينيور
جون سينيور (بالإنجليزية: John Senior)‏ هو عسكري بريطاني، ولد في 23 مارس 1960 في سكاربورو في المملكة المتحدة.